# Супервумен
Су́перву́мен (англ. Superwoman) — псевдоним нескольких героинь комиксов DC. Большинство из них, как и Супергёрл, женщины, обладают такими же способностями, как у Супермена. Название было товарным знаком Detective Comics, чтобы конкуренты не использовали его. Как и на практике была создана зольная копия с титулом Супервумен. Обложка была воспроизведением More Fun Comics с внутренней перепечаткой третьего выпуска. Первое истинное появление Супервумен было в «Action comics» #60.

## Версии

### Лоис Лейн
Первое появление «Супервумен» в комиксе DC — это рассказ в «Action Comics» #60 от Джерри Сигела и Джорджа Руссоса, где Лоис Лейн мечтает о том, как она получит сверхспособности от переливания крови из Супермена и начнёт карьеру Супервумен.
Тема пересматривается в комиксе Superman 1947 года, в котором пара мошеннических магов накладывает «заклинание» на Лейн, заставляя её полагать, что у неё есть сверхспособности. Супермен вынужден подыгрывать какое-то время, используя сверхскорость, чтобы невидимо вмешиваться в приключения Лоис, поддерживая иллюзию. Она одевала костюм, смоделированный с одеяния Супермена, прежде чем заклинание было «сломано». В рассказе от Action Comics Лоис фактически набирает суперспособности от одного из изобретений Лекса Лютора и начинает карьеру в качестве «Супервумен».
Позже в комиксах иногда появляются истории, в которых Лоис приобретает сверхспособности и функционирует как «Супервумен», но все они, как и история 1951 года, временные. Силы всегда стираются к концу истории. Типичным примером этого является «The Turnabout Powers» из Superman Family, где Лоис-Лейн с Земли-2 получает силы от своего мужа (Супермен Земли-2) через неожиданный эффект экзотического внеземного растения, который Супермен приносит в их дом. Смерть растения отменяет эффект. Другим примером является мини-серия  Batman/Superman: World’s Finest, в котором г-н Миксзтлк на короткое время превращает Лоис в «Суперженщину» с костюмами и силами.
В конце All-Star Superman #2 Лоис Лейн пользуется формулой «Экзо-Гены», созданной Суперменом, которая позволяет ей иметь свои силы в течение 24 часов, и она стала Супервумен. Во время её приключений с её новыми Криптонианскими силами, за ней ухаживали двое суперлюдей под названием «Самсон» и «Атлант», и она была захвачена временем — Ультрафином. Её силы исчезают в конце дня. Её костюм точно такой же, как у Супервумен Вселенной Материи, но в цветах Супермена. Оба наряда были спроектированы Фрэнком Куйтели.
В других докризисных историях, установленных вне основной непрерывности постоянного потока в альтернативной истории или гипотетическом будущем, Лоис Лейн получает сверхспособности. В одном из них Сэм Лейн — ученый и астрофизик. Он обнаруживает, что солнце Земли будет расти и уничтожит солнечную систему. Сэм и его жена Элла помещают свою младшую дочь Лоис в звездный корабль и отправляют её в Криптон в «силовой луч», который позволяет путешествовать по FTL и постоянно изменяет молекулярную биологию ребёнка. Это даёт Лоис сверхмощные силы после того, как она достигает своего усыновленного мира. Когда-то там, усыновленный и выросший как «Канди-хан», Лоис становится дочерью работника зоопарка в Криптонвилле. Подобно Супермену в непрерывной линии DC, Канди/Лоис устанавливает карьеру супергероя и подобно Лоис и Супермену в основной непрерывности, Супермаид и Кал-Эл нападают друг на друга. Подобно Супермену в непрерывной линии DC, Супермаид также был уязвим для фрагментов её погибшего родного мира (в этой версии событий «Землянит»).
В другой истории Кларк Кент и Лоис обмениваются местами, так что она из Криптона, а Кент — обычный человек, интересующийся тем, была ли Лоис Лейн секретной личностью с Криптона.
В 2016 году Лоис снова стала Супервумен в инициативе DC Rebirth и появилась как Супервумен в серии комиксов Superwoman. Серия знаменует собой первую текущую серию комиксов, в которой изображен персонаж Супервумен. Версии The New 52 Лоис и Ланы получили сверхспособности из-за взрыва солнечной энергии, вызванного гибелью нового Супермена. Это приводит к тому, что Лоис и Лана становятся Супервуменами с Лоис, обладающей всеми способностями Супермена, в то время как Лана обладает способностью поглощать солнечную энергию и выпускать её в других формах. Позже Лоис была убита подобно Новому Супермену, сражаясь с женщиной Биззаро.

### Лума Линай
Женщина из далекой планеты Старил, Лума Линай завоевывает сердце Супермена. Подобно тому, как Супермен получает свои силы от жёлтого солнца, Лума получила свои дары: суперсилу и полет от оранжевого солнца. Их роман не продлился долго, так как Лума становится смертельно больной под лучами жёлтого солнца, а Супермен не может оставить Землю незащищенной. Она физически напоминает взрослую Кару-Зор-Эл с подобным костюмом, за исключением того, что вместо сине-красного цвета с пятиугольным щитом, костюм Лумы имеет белый и зелёный цвет с круглой эмблемой С.

### Кристин Уэллс
Супервумен — это имя нескольких вымышленных персонажей, которые являются суперзлодеями, появляющихся в рассказах издательства DC Comics. Все это злые или испорченные альтернативные вселенной. Супервумен впервые появилась в Justice League of America #29 (август 1964) вместе с остальной частью Преступного синдиката Америки.